# El maestro borracho II
El maestro borracho II (en chino: 醉拳二; en cantonés: Jui Kuen II) es una película de artes marciales de Hong Kong de 1994 dirigida por Liu Chia Liang y Jackie Chan, quien interpreta al héroe popular chino, Wong Fei-hung. Fue la primera película de artes marciales de estilo tradicional de Chan desde The Young Master (1980) y Dragon Lord (1982).
La película es la segunda parte del filme de Chan de 1978 El maestro borracho, dirigido por Yuen Woo-ping, pero técnicamente es un reinicio y no una continuación directa de la historia. Otra película, El maestro borracho 3 (1994, dirigida por Lau Kar-Leung) tiene poco en común con esta o su predecesora y no se considera una continuación. En 2005, El maestro borracho II fue nombrada una de las 100 mejores películas de todos los tiempos por la revista Time.

## Sinopsis
La historia comienza en China en una concurrida estación de tren, con Wong Fei-hung (Jackie Chan), su padre, el Dr. Wong Kei-ying (Ti Lung) y el sirviente de la familia, Tso (Ram Cheung) esperando en la fila. Fei-hung está enojado por tener que pagar un impuesto sobre el ginseng que Kei-ying le está devolviendo a un cliente. Desobedeciendo a su padre, Fei-hung oculta el ginseng en la maleta de un empleado del cónsul británico para evitar el impuesto. Cuando el tren se detiene, Fei-hung y Tso crean una distracción para colarse en la sección de primera clase (llena de miembros del consulado británico y del embajador británico) para recuperar el ginseng. Sin embargo, cuando Fei-hung llega al equipaje de primera clase, ve a un oficial de Manchuria (Lau Kar-leung) aparentemente robando un objeto desconocido que está en un paquete similar al del ginseng. Fei-hung lo confronta pero el oficial lo golpea. Sin embargo, Fei-hung recupera el ginseng y persigue al oficial en venganza por golpearlo. Una larga pelea entre ellos sucede debajo del tren, con el oficial ganando la partida. Advierte a Fei-hung que la próxima vez lo matará y lo llama traidor. Perplejo, Fei-hung le dice al oficial que él no es un traidor y lo desafía a una pelea de kung fu mano a mano. Fei-hung usa su estilo de artes marciales Zui Quan con él, pero resulta ineficaz. Después de la pelea, el oficial le dice a Fei-hung que su arte de borrachos no tiene poder y no puede matar. Cuando Fei-hung regresa al tren, el oficial de Manchuria abre la caja que robó del tren, solo para darse cuenta de que en realidad es el ginseng.
Mientras tanto, en el tren, los guardias del consulado británico buscan un artículo robado y le piden a los Wongs que les muestren sus artículos. Fei-hung descubre que accidentalmente robó una valiosa antigüedad china en lugar del ginseng. Pero antes de que los oficiales lo descubran, un hijo simpatizante de un general del noreste de China (Andy Lau) usa su influencia para intervenir en la situación. En una escena posterior en el consulado británico, el embajador británico (Louis Roth), quien aparentemente está involucrado en una operación corrupta por contrabandear artefactos chinos antiguos y venderlos al Museo de Arte de Londres, le dice a su secuaz que no comprarán la colección de antigüedades sin el Sello de Jade del Emperador perdido (el artefacto que sin querer robó Fei-hung).
La noche siguiente, tanto Tsang como Fei-hung irrumpen en el consulado disfrazados de guardias consulares para recuperar el sello de Jade, pero finalmente ambos son atrapados. Son encarcelados, golpeados y retenidos por un rescate por el embajador británico, quien exige que Wong Kei-ying venda la tierra donde están las escuelas de Po Chi Lam y Fishmonger Tsang. El Maestro Wong acepta a regañadientes hacerlo. Luego, el embajador ordena que se cierre la fábrica de acero y que se envíen todos los envíos de acero a Hong Kong. Los trabajadores siderúrgicos y un hombre llamado Uncle Hing (Hon Yee-sang) irrumpen en la acería más tarde esa noche para descubrir qué están haciendo los británicos, y descubren que las cajas de envío de acero son lleno de artefactos chinos antiguos. Sin embargo, son atrapados y luchan contra el secuaz del consulado. Fo-sang escapa e informa a Fei-hung y Ling sobre lo que está sucediendo.
Más tarde, Fei-hung, Tsang, Fun y Marlon llegan a la fábrica donde los trabajadores están organizando una protesta que se vuelve violenta contra los abusos del Consulado. Una vez dentro de la fábrica, Fei-hung se enfrenta a todos los secuaces hasta que solo quedan Henry y John. Fei-hung lucha fácilmente contra Henry, pero John demuestra ser un oponente difícil debido a sus patadas fuertes, rápidas y flexibles. Cuando John y Henry ganan la partida y están a punto de acabar con él, Fei-hung usa el alcohol industrial en la fábrica de acero para prender fuego a Henry y luego lo bebe. Desechando a Henry, Fei-hung luego bebe suficiente alcohol industrial y vence a John en una escena de lucha salvaje con su «arte de borrachos». Más tarde, los Wongs son recompensados por un general chino por su ayuda para detener los crímenes del consulado británico, que incluye una suma de dinero y el restablecimiento de las escuelas de Po Chi-lam y Tsang.

## Reparto
- Jackie Chan como Wong Fei-hung.
- Anita Mui como Ling.
- Ti Lung como Wong Kei-ying.
- Felix Wong como Tsang.
- Lau Kar-leung como Fu Wen-chi.
- Andy Lau como Cheung Hok-leung.
- Ho Wing-fong como Fun.
- Ram Cheung como Chang Tsan.
- Ken Lo como John.
- Ho-Sung Pak como Henry.
- Chin Kar-lok como Fo-sang.
- Bill Tung como Wong Kei-ying.
- Hon Yee-sang como Uncle Hing.
- Lau Ka-yung como Marlon.
- Tai Po como Moe.
- Sandy Chan como Lily.
- Vincent Tuatanne como Bruno.
- Therese Renee como Terese.

## Recepción
La película fue un éxito comercial en Hong Kong, recolectando 40.971.484 HKD durante su estancia en las salas de cine. El éxito fue sorpresivo considerando las crecientes tensiones durante la grabación entre Chan y Lau Kar Leung y teniendo en cuenta que las películas con temática de kung fu no estaban siendo muy populares en la primera mitad de la década de 1990. Seis años después, El maestro borracho II fue proyectada en 1.345 teatros de Norteamérica con el nombre La leyenda del maestro borracho por Dimension Films. Esta versión reeditada obtuvo 3.845.278 dólares americanos (2.865 por pantalla) en su primer fin de semana, obteniendo un total de $11.555.430 en todo el tiempo que estuvo en los cines.